# Codul penal al României de la 1969

Vintilă Dongoroz, principala personalitate din spatele elaborării Codului penal

Codul penal din 1969 a fost elaborat de Vintilă Dongoroz, profesor universitar la Facultatea de Drept a Universității din București
Cu toate că a fost elaborat sub influența ideologiei marxiste, Codul penal de la 1969 a consacrat principiul legalității incriminării și a sancțiunilor de drept penal, precum și principiul individualizării pedepselor, rămânând în vigoare până la data de 1 februarie 2014.
Acest cod a fost modificat succesiv printr-o serie de legi speciale, mai ales după Revoluția Română din 1989. Până la 8 decembrie 2008 au intrat în vigoare următoarele modificări:
| - Decizia Curții Constituționale nr. 214/1997; - Decizia Curții Constituționale nr. 463/1997; - Decizia Curții Constituționale nr. 25/1998; - Decizia Curții Constituționale nr. 177/1998; - Decizia Curții Constituționale nr. 5/1999; - Decizia Curții Constituționale nr. 150/1999; - Decizia Curții Constituționale nr. 165/1999; - Legea nr. 143/2000; - Legea nr. 197/2000; - Ordonanța de urgență a Guvernului nr. 207/2000; | - Ordonanța de urgență a Guvernului nr. 10/2001; - Ordonanța de urgență a Guvernului nr. 89/2001; - Legea nr. 456/2001; - Legea nr. 20/2002; - Legea nr. 61/2002; - Legea nr. 169/2002; - Ordonanța de urgență a Guvernului nr. 58/2002; - Ordonanța de urgență a Guvernului nr. 93/2002; - Ordonanța de urgență a Guvernului nr. 143/2002; - Ordonanța de urgență a Guvernului nr. 109/2004; | - Legea nr. 85/2005; - Legea nr. 160/2005; - Legea nr 247/2005; - Legea nr. 278/2006; - Ordonanța de urgență a Guvernului nr. 60/2006; - Decizia Curții Constituționale nr. 62/2007; - Legea nr. 337/2007; - Legea nr. 58/2008; - Ordonanța de urgență a Guvernului nr. 198/2008. |

## Structură
Codul a fost împărțit în două părți: partea generală și partea specială. Partea specială era, la rândul său, în 11 titluri:
| - Infracțiuni contra securității naționale; - Infracțiuni contra persoanei; - Infracțiuni contra patrimoniului; - Infracțiuni contra avutului obștesc; - Infracțiuni contra autorității; - Infracțiuni care aduc atingere asupra unor activități de interes public sau altor activități reglementate de lege; | - Infracțiuni de fals; - Infracțiuni la regimul stabilit pentru anumite activități economice; - Infracțiuni la care aduc atingere unor relații privind conviețuirea socială; - Infracțiuni contra capacității de apărare a României; - Infracțiuni contra păcii și omenirii; - Dispoziții finale. |

## Relația cu actualul Cod Penal
Prin aplicarea legii penale mai favorabile, există încă numeroase instanțe în care actualul Cod Penal este întrebuințat alături de Codul de la 1969. De exemplu, în ceea ce privește regimul neaplicării detențiunii pe viață, Codul Penal anterior este mai puțin sever decât actualul, instituind neaplicarea de la vârsta de 60 de ani, în timp ce actualul de la 65. De asemenea, în cazul în care infractorul a ajuns la vârsta de 60 de ani în timpul detențiunii pe viață (65 în cazul actualului), pedeapsa urmează să fie schimbată cu închisoarea pe o durată de 25 de ani. În cazul actualului Cod Penal, durata este de 30 de ani. Din aceste considerente, de cele mai multe ori în ceea ce privește regimul neaplicării acestei pedepse, se va apela la Codul Penal din 1969, și nu la cel din 2014.